# 普利亚索瓦特卡农村居民点
普利亚索瓦特卡农村居民点（俄语：Плясоватское сельское поселение）是俄罗斯联邦沃罗涅日州上哈瓦区所属的一个农村居民点。其下辖有3个居民点，行政中心为普利亚索瓦特卡。据2016年统计，该农村居民点的人口为469人。